# Melvin Manhoef
Melvin Manhoef, född 11 maj 1976 i Paramaribo, är en nederländsk-surinamesisk MMA-utövare och kickboxare som sedan 2014 tävlar i organisationen Bellator MMA.